# Queen of the West
Queen of the West – amerykański okręt rzeczny – taranowiec z okresu wojny secesyjnej, przebudowany ze statku cywilnego, używany przez wojsko Unii, a następnie marynarkę wojenną Konfederacji podczas kampanii na Missisipi. Parowy bocznokołowiec konstrukcji drewnianej.

## Budowa
Statek „Queen of the West” (Królowa Zachodu) został zbudowany w 1854 w Cincinnati w stanie Ohio. Był bocznokołowym drewnianym pchaczem o napędzie parowym, konstrukcji typowej dla amerykańskich statków rzecznych połowy XIX wieku. Służył początkowo jako statek cywilny na Missisipi i jej dopływach.
Po wybuchu wojny domowej w USA, „Queen of the West” został w kwietniu 1862 roku zakupiony przez Departament Wojny USA (Unii) i przebudowany w Cincinnati na taranowiec według projektu pułkownika Charlesa Elleta, pomysłodawcy i pierwszego dowódcy flotylli taranowców. Przebudowa polegała przede wszystkim na wzmocnieniu kadłuba od wewnątrz trzema grodziami wzdłużnymi z grubego drewna oraz dodaniu dodatkowych wiązań wewnętrznych. Dziób wzmocniony centralną grodzią, przenoszącą masę kadłuba, miał pełnić rolę taranu. Kotły i maszyny parowe zostały osłonięte 60-centymetrową warstwą drewna w celu ochrony przed ostrzałem, a także wzmocniono ich mocowania dla ochrony przed wstrząsami przy taranowaniu. Koniecznej adaptacji uległy też nadbudówki, osłonięte z zewnątrz deskami dla pewnego zabezpieczenia przed pociskami broni strzeleckiej, tworząc lekko chronioną kazamatę o pionowych ścianach. Na dachu nadbudówki znajdowała się lekko chroniona przed pociskami broni strzeleckiej sterówka. Dodatkową osłonę przed ostrzałem stanowiły bele sprasowanej bawełny na pokładzie z przodu i boków nadbudówki (przez to, był zaliczany do okrętów typu cottonclad). Początkowo „Queen of the West” nosił literę identyfikacyjną Q, zawieszoną pomiędzy parą kominów.
Początkowo, w tym podczas bitwy o Memphis, taranowiec „Queen of the West” nie przenosił stałego uzbrojenia. Później jednak otrzymał uzbrojenie i w 1863 roku przenosił gwintowane działo 30-funtowe (114 mm) Parrota na dziobie i/lub działo 20 funtowe Parrota (93 mm) oraz trzy gładkolufowe haubice 12-funtowe (119 mm) w kazamacie na dziobie, strzelające na boki.

## Służba w Armii Unii

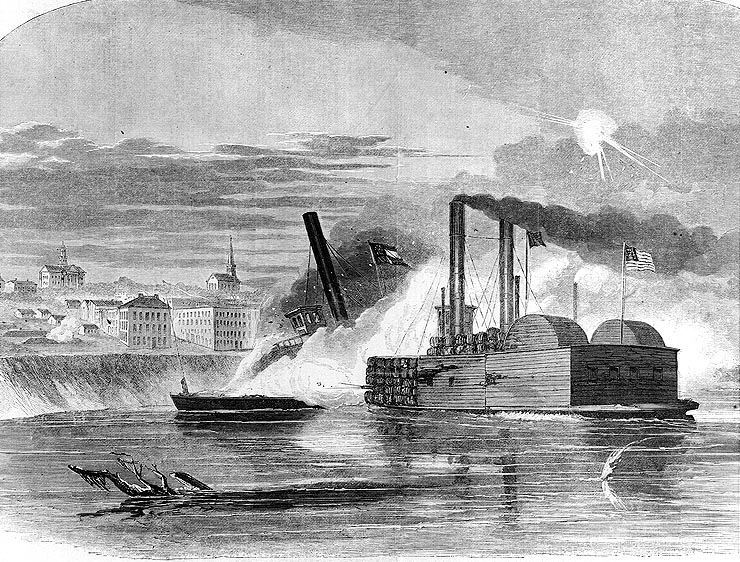
Wizja artystyczna z epoki „Queen of the West” taranującego statek CSS „City of Vicksburg” 2 lutego 1863

Podobnie jak inne taranowce flotylli Elleta, „Queen of the West” nie wchodził w skład Marynarki Wojennej USA, lecz Zachodniej Flotylli Kanonierek (Western Gunboat Flotilla) należącej do Armii USA. Wziął następnie aktywny udział w kampanii na Missisipi. Mimo przejścia Zachodniej Flotylli Kanonierek pod kontrolę Marynarki Wojennej w październiku 1862, flotylla taranowców w dalszym ciągu pozostawała pod administracją Armii.
Pierwszą akcją flotylli taranowców była bitwa pod Memphis 6 czerwca 1862, w której „Queen of the West” był okrętem flagowym Charlesa Elleta. Z czterech taranowców, jedynie „Queen of the West” i „Monarch” wzięły główny udział w bitwie. Starcie przebiegało jednak w sposób chaotyczny i istnieją na jego temat sprzeczne relacje. „Queen of the West” na początku bitwy skutecznie staranował od burty konfederacki taranowiec CSS „Colonel Lovell”, który szybko zatonął. Sam jednakże następnie został staranowany w rejon lewego tamboru i uszkodzony przez CSS „General Sumter”. Pozbawiony możliwości manewrowania okręt zdryfował na brzeg po stronie Arkansas. Według niektórych źródeł, „Queen of the West” zatopiła także uprzednio uszkodzony taranowiec CSS „General Sterling Price”, lecz brak jest tego wystarczającego potwierdzenia. Podczas starcia pułkownik Charles Ellet został jednak śmiertelnie raniony pociskiem karabinowym.
„Queen of the West” następnie patrolowała pod ufortyfikowanym przez konfederatów Vicksburgiem. Jej dowódcą był wówczas pułkownik Charles Rivers Ellet (syn Charlesa Elleta). 15 lipca 1862 z rzeki Yazoo wpłynął na Missisipi nowo zbudowany pancerny taranowiec konfederatów CSS „Arkansas”, zaskakując i zmuszając do ucieczki patrolujące tam okręty Unii: „Queen of the West”, pancerną kanonierkę USS „Carondelet” i kanonierkę USS „Tyler”.
22 lipca 1862 „Queen of the West” wraz z pancerną kanonierką USS „Essex” podjęły próbę zatopienia CSS „Arkansas”, stacjonującego na rzece pod osłoną dział Vicksburga. „Queen of the West” zdołał go staranować, lecz atak okazał się nieskuteczny, po czym taranowiec powrócił na górny odcinek rzeki, za Vicksburg.
W kolejnych miesiącach okręt kontynuował służbę patrolową pod Vicksburgiem. 19 września, eskortując dwa transportowce wojska, wdał się w wymianę ognia z konfederacką piechotą i artylerią koło Bolivar w stanie Missisipi. Pod koniec roku uczestniczył w oczyszczaniu ujścia Yazoo z min i ostrzeliwał konfederackie baterie w Drumgold’s Bluff.

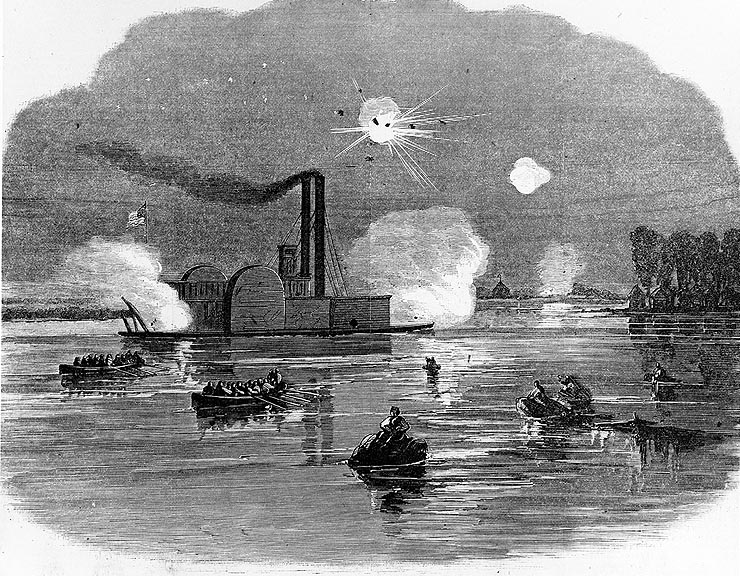
Wizja artystyczna zdobycia „Queen of the West” przez konfederatów

Na początku lutego 1863 „Queen of the West” pod dowództwem Charlesa Riversa Elleta został wysłany na opanowany przez konfederatów dolny odcinek Missisipi za Vicksburgiem, w celu dezorganizacji ich żeglugi, zwłaszcza dostaw dla Konfederacji dostarczanych rzeką Red River. 2 lutego okręt zdołał przejść pod działami Vicksburga, taranując przy tym i poważnie uszkadzając stojący pod miastem statek CSS „City of Vicksburg”. Sam został przy tym lekko uszkodzony od ostrzału, który wywołał pożar bel bawełny, lecz został on opanowany. Po minięciu miasta, „Queen of the West” osiągnął ujście Red River i działał tam w ciągu następnych dni. 3 lutego przechwycił poniżej ujścia Red River i następnie spalił trzy konfederackie statki „A. W. Baker”, „Moro” i „Berwick Bay”, z tego dwa ostatnie wiozły żywność do Port Hudson. 12 lutego okręt zapuścił się w głąb konfederackiego terytorium, na rzekę Red i dalej na Atchafalaya, gdzie jego oddział desantowy zniszczył 12 konfederackich wozów.
14 lutego w poszukiwaniu dalszych statków „Queen of the West” działał na Red River. Zdobył tam statek „Era No. 5” z ziarnem. Trafił jednak później tego dnia pod ostrzał artylerii konfederackiej pod fortem de Russy i przy próbie uniknięcia go, utknął na mieliźnie. Po dalszym ostrzale, okręt został opuszczony przez załogę i następnie zdobyty przez konfederatów. Załoga zaś „Queen of the West” odpłynęła zdobytym statkiem „Era No. 5”, który włączono później do sił Unii jako jednostkę pomocniczą.

## Służba w marynarce Konfederacji

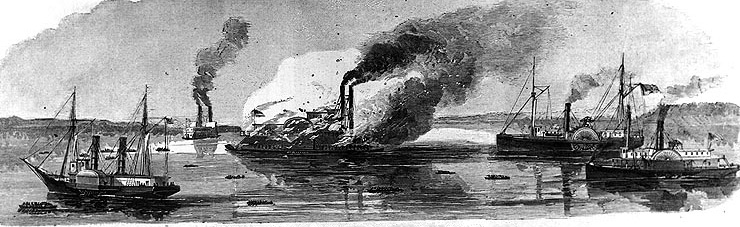
Wizja artystyczna zniszczenia CSS „Queen of the West”

Po szybkiej naprawie, taranowiec został wcielony do służby w Armii Konfederacji, jako CSS „Queen of the West”. 24 lutego 1863 wraz z taranowcem CSS „Webb” zatopił na płyciźnie poniżej Vicksburga nową kanonierkę pancerną Unii USS „Indianola”, wysłaną śladem „Queen of the West”, w konsekwencji wysadzoną w powietrze przez konfederatów.
Okręt operował głównie na rzece Atchafalaya. Dowodził nim porucznik (Lt) E. W. Fuller. 14 kwietnia 1863 CSS „Queen of the West” został zaatakowany na jeziorze Grand Lake w Luizjanie przez kanonierki Unii: USS „Estrella”, „Calhoun” i „Arizona”. Pocisk z USS „Calhoun” wywołał pożar bawełny stanowiącej część osłony „Queen of the West”, po czym płonący okręt wybuchnął i zatonął po kilku godzinach dryfowania.